# Рябенко, Даниил Романович
Даниил Романович Рябенко (укр. Данило Романович Рябенко; 9 октября 1998, Макеевка, Донецкая область, Украина) — украинский футболист, вратарь грузинского клуба «Колхети-1913».

## Карьера
Футболом начал заниматься в академии «Шахтёра» из областного центра, также занимался в системах местного «Металлурга» и «Стали» из днепропетровского Каменского. Перед сезоном 2017/18 был переведён в состав первой команды, впервые в заявку попал 16 июля 2017 года на гостевой матч первого тура против луганской «Заря». За клуб так и не дебютировал.
В августе 2018 года перешёл в армянский «Лори». Дебютировал 25 ноября в гостевой игре с капанским «Гандзасаром», пропустив два гола. Всего за клуб сыграл три матча. В составе клуба стал финалистом Кубка Армении.
Летом 2019 года присоединился к таджикскому ЦСКА из Душанбе, который возглавлял его соотечественник Сергей Жицкий.
Зимой 2020 года перешёл в венгерский «Мезёкёвешд». Дебютировал 12 февраля в кубковом матче против «Ракоци», пропустив гол. В составе клуба стал финалистом того розыгрыша. В лиге дебютировал 9 июня в гостевом матче против «Кишварды», пропустив один мяч. Всего за клуб за три года сыграл четыре матча.
Зимой 2024 года присоединился к грузинскому «Колхети-1913». Дебютировал 1 марта в гостевом матче первого тура против батумского «Динамо», пропустив гол.

## Достижения
«Лори»
- Финалист Кубка Армении: 2018/19

«Мезёкёвешд»
- Финалист Кубка Венгрии: 2019/20